# 트리플퍼펙트
트리플퍼펙트(영어: TriplePerfect)는 해체된 카트라이더 리그의 게임단이다. 공식으로 사용하는 명칭은 TriplePerfect이다.
넥슨 카트라이더 15차리그 이전에 창단되었다. 소속돼 있던 선수로는 문명주, 원훈희, 이중선, 박종근, 이중대, 박민수, 전대웅, 장진형선수가 있다. 팀 내부 분쟁으로 2015년 2월 25일에 1차 분쟁이 시작되더니 2015년 4월 22일날에 2차분쟁이 또 터지는 바람에 2015년 6월 29일날 끝내 해체되었다.

## 같이 보기
- AN 게이밍